# A.S.D. Lerici Castle
Associazione Sportiva Dilettantistica Lerici Castle là một câu lạc bộ bóng đá Ý đến từ Lerici, Liguria.

## Lịch sử

### Cho phép Vara 1998
Câu lạc bộ được thành lập vào tháng 8 năm 1998 với tên Associazione Sportiva Dilettantistica Fo.Ce. Vara 1998 (Fo.Ce. là viết tắt của follo và Ceparana) sau khi sáp nhập của Mỹ Folbas, Mỹ Ceparana 1933 và FBC Vara, câu lạc bộ nằm ở Ceparana, một frazione của Bolano, Liguria.

#### Serie D
Đội đã chơi trong Serie D trong 5 năm kể từ mùa 2003-04 đến 2007-08.
Năm 2007, câu lạc bộ đã được sáp nhập với Lunezia để thành lập fo.Ce. Lunezia nhưng ngay lập tức bị xuống hạng vào cuối mùa giải và năm 2008 nó được đổi tên với tên ban đầu thi đấu ở Eccellenza Liguria.

#### Từ Eccellenza đến Prima Cargetoria
Trong mùa giải 2009-10, đội đã bị rớt xuống Promozione Liguria và sau đó là Prima Cargetoria Liguria.

#### Promozione
Trong mùa giải 201213 đội đã được thăng cấp lên Promozione Liguria.

### Lerici Castle
Vào ngày 24 tháng 10 năm 2013, câu lạc bộ chuyển đến Lerici và được đổi tên với tên hiện tại.

## Màu sắc và huy hiệu
Màu sắc của đội là trắng, xanh và đen.